# Лунциг
Лунциг (њем. Lunzig) општина је у њемачкој савезној држави Тирингија. Једно је од 61 општинског средишта округа Грајц. Према процјени из 2010. у општини је живјело 164 становника. Посједује регионалну шифру (AGS) 16076045.

## Географски и демографски подаци
Лунциг се налази у савезној држави Тирингија у округу Грајц. Општина се налази на надморској висини од 350 метара. Површина општине износи 3,8 km². У самом мјесту је, према процјени из 2010. године, живјело 164 становника. Просјечна густина становништва износи 44 становника/km².